# Бартон, Чарльз
Чарльз Томас Бартон (англ. Charles Thomas Barton; 25 мая 1902, Окленд, Калифорния, США — 5 декабря 1981, Бербанк, Калифорния, США) — американский кинорежиссёр
, актёр, продюсер кино и телевидения. Лауреат кинопремии Оскар 1934 года в категории лучший помощник режиссёра (Paramount Pictures).

## Биография
Его отец управлял кондитерской в Окленде и вскоре переехал с семьей в Лос-Анджелес, где Чарльз в 15-летнем возрасте устроился на работу, снимаясь статистом в немом кино. Позже оставил актёрскую деятельность и стал помощником режиссёра на Paramount Pictures в течение нескольких лет, выпуская от четырёх до пяти кинокартин в год.
Работал, в основном, создавая голливудские фильмы категории Б. В 1939 году ушёл со студии Paramount и перешёл в Columbia Pictures. Сотрудничал с этой студией, снимая от семи до восьми картин в год, в основном мюзиклов и вестернов. В 1945 году стал работать в Universal Pictures, где приобрел репутацию первоклассного режиссёра. С 1946 года — главный режиссер кинокомедий про Эбботта и Костелло. Всего Бартон снял восемь фильмов про Эбботта и Костелло, включая их последний фильм в паре, «Танцуй со мной, Генри», в 1956 году.
В 1950-е годы Бартон стал меньше снимать художественных фильмов и больше работать на телевидении (он был одним из первых режиссёров полнометражных ТВ-фильмов, которые регулярно показывались как на телевидении, так и в кино). Сотрудничал с Уолтом Диснеем. В 1960-х годах стал одним из постоянных режиссёров популярного комедийного сериала «Семейное дело» (1966), а также снял эпизоды нескольких других успешных ТВ-сериалов, таких как «Флот Макхейла» (1962), «Деннис-угроза» (1959) и «Хейзел» (1961).
Снял 70 художественных фильмов, 580 телевизионных эпизодов и десятки рекламных роликов. Продюсировал 5 фильмов.
Был женат 5 раз, в том числе с 1973 года на Джули Гибсон, с которой прожил до своей смерти в 1981 году.
Умер в результате сердечной недостаточности.

## Избранная фильмография
- Swingin' Along (1961)
- Тоби Тайлер или 10 недель с цирком / Toby Tyler, or Ten Weeks with a Circus (1960)
- Мохнатый пёс / The Shaggy Dog (1959)
- Dance with Me, Henry (1956)
- Ma and Pa Kettle at the Fair (1952)
- Череп и кости / Double Crossbones (1951)
- The Milkman (1950)
- Free for All (1949)
- Эбботт и Костелло встречают убийцу Бориса Карлоффа / Abbott and Costello Meet the Killer, Boris Karloff (1949)
- Африка зовёт / Africa Screams (1949)
- Mexican Hayride (1948)
- Эбботт и Костелло встречают Франкенштейна / Abbott and Costello Meet Frankenstein (1948)[2]
- The Noose Hangs High (1948)
- The Wistful Widow of Wagon Gap (1947)
- Buck Privates Come Home (1947)
- White Tie and Tails (1946)
- The Time of Their Lives (1946)
- Как по маслу / Smooth as Silk (1946)
- Jam Session (1944)
- Hey, Rookie (1944)
- Is Everybody Happy? (1943)
- Reveille with Beverly (1943)
- A Man’s World (1942)
- The Phantom Submarine (1940)
- Five Little Peppers in Trouble (1940)
- Out West with the Peppers (1940)
- Babies for Sale (1940)
- Остров обреченных людей / Island of Doomed Men (1940)
- Five Little Peppers at Home (1940)
- Five Little Peppers and How They Grew (1939)
- Born to the West (1937)
- Thunder Trail (1937)
- Последняя застава / The Last Outpost (1935)
- Rocky Mountain Mystery (1935)
- Car 99 (1935)
- Колеса фургона / Wagon Wheels (1934)